# Negra andaluza
La negra andaluza es una raza bovina española autóctona de Andalucía.
Se distribuye principalmente por Sierra Morena y la campiña cordobesa y sevillana. Con un peso de más de 600 kg, esta raza posee un característico pelaje de color negro zaíno. Pueden alcanzar 1,4 m de altura. Su principal funcionalidad es la carne.